# Weingarten (Württemberg)
Weingarten (tot 1865: Altdorf geheten) is een plaats in de Duitse deelstaat Baden-Württemberg, gelegen in het Landkreis Ravensburg. De stad telt 25.158 inwoners. Naburige steden zijn onder andere Bad Waldsee, Bad Wurzach en Ravensburg.
Bij de stad ligt de abdij Weingarten van de benedictijnen (11e eeuw), waarvan de geschiedenis nauw met die van de stad verweven is. Aldaar een barokke kerk, gebouwd tussen 1715-1724.
Achberg ·
Aichstetten ·
Aitrach ·
Altshausen ·
Amtzell ·
Argenbühl ·
Aulendorf ·
Bad Waldsee ·
Bad Wurzach ·
Baienfurt ·
Baindt ·
Berg ·
Bergatreute ·
Bodnegg ·
Boms ·
Ebenweiler ·
Ebersbach-Musbach ·
Eichstegen ·
Fleischwangen ·
Fronreute ·
Grünkraut ·
Guggenhausen ·
Horgenzell ·
Hoßkirch ·
Isny im Allgäu ·
Kißlegg ·
Königseggwald ·
Leutkirch im Allgäu ·
Ravensburg ·
Riedhausen ·
Schlier ·
Unterwaldhausen ·
Vogt ·
Waldburg ·
Wangen im Allgäu ·
Weingarten ·
Wilhelmsdorf ·
Wolfegg ·
Wolpertswende